# NGC 5482
NGC 5482 је лентикуларна галаксија у сазвежђу Волар која се налази на NGC листи објеката дубоког неба.
Деклинација објекта је + 8° 55' 53" а ректасцензија 14h 8m 30,8s. Привидна величина (магнитуда) објекта NGC 5482 износи 13,1 а фотографска магнитуда 14,1. NGC 5482 је још познат и под ознакама UGC 9038, MCG 2-36-43, CGCG 74-115, PGC 50459.